# Pavel Solovjev
Pavel Aleksandrovič Solovjev (rusko Па́вел Алекса́ндрович Соловьёв) (26. junija, 1917 – 13. oktobra, 1996) je bil ruski konstruktor letalskih motorjev. Rodil se je v Alekinu, Ivanovo Oblast, Rusija.
Bil je glavni mož konstruktorskega biroja OKB-19, ki je bil poimenovan po njem. Zdaj je biro del ОАО «Авиадвигатель» - Aviadvigateli Perm (slo. Letalski motorji Perm). 
OKB je konstruiral motor D-15, ki je poganjal strateškega bombnika Mjasiščeva M-50 leta 1957. Biro je razvil tudi turbogrednega D-25 in turboventilatorske D-20 in D-30. PS90 motor nosi njegove inicialke
Dobil je veliko nagrad, kot so Leninova nagrada (1978), Sovjetska državna nagrada (1968), Heroj socialističnega dela (1966), Red Lenina (4 krat), Red oktobrske revolucije, Red Rdeče zastave, Red Rdeče zvezde in druge. Po njem je poimenovana ulica v Permu, v Rubninsku so mu postavili spomenik.

## Motorji
- Solovjev D-20P turbofan, poganja Tupoljev Tu-124.
- Solovjev D-25V turbogredni, poganja helikopterje Mil Mi-6,Mil Mi-10.
- Solovjev D-30 turbofan, poganja Tupoljev Tu-134A-3,A-5,B.
- Solovjev D-30F6 turbofan, poganja Mikojan-Gurevič MiG-31
- Solovjev D-30K turbofan, poganja Iljušin Il-62M, Il-76MD,TD, Beriev A-40, Beriev A-50 in Tupoljev Tu-154.
- Aviadvigatel PS-90 turbofan, poganja Iljušin Il-76TD-90,Il-76MD-90, Il-96-300,-400,T, in Tupoljev Tu-204,Tu-214